# 뿌요뿌요 테트리스
《뿌요뿌요 테트리스》(ぷよぷよテトリス, Puyo Puyo Tetris)는 2014년에 세가가 발매한 퍼즐 비디오 게임이다. 뿌요뿌요 시리즈와 테트리스 간의 크로스오버 작품으로, 두 게임의 진행방식을 여러 방법으로 통합한 모드들을 제공한다. 줄거리 상으로 단면 테트로미노의 각 모양에 기반한 인물들이 뿌요뿌요의 등장인물들과 만나게 되는 내용으로 구성됐다.
《뿌요뿌요 테트리스》는 2014년 2월 6일 일본서 닌텐도 3DS, Wii U, 플레이스테이션 3 및 비타로 먼저 출시됐고, 같은 해 12월엔 엑스박스 원과 플레이스테이션 4로도 발매됐다. 이후 2017년 2월에는 플레이스테이션 4판이 뿌요뿌요 SUN 이후 시리즈 처음으로 한국에 발매됐으며, 두 달 후 4월에는 닌텐도 스위치판과 함께 북미 및 유럽 지역에도 출시됐다. 후속작으로는 뿌요뿌요 테트리스 2가 있다.

## 등장인물

### 뿌요뿌요의 캐릭터
- 링고 : (성우:이마이 아사미)

항상 사과를 들고있는 소녀. 스즈란 중학교의 학생이다.
- 아미티

아직은 초보인 마도사. 프림프 마도학교에 다닌다.
- 아르르, 카방클

아르르는 갈색머리의 프림프에 사는 소녀. 카방클은 노랗고 동글동글한 의문의 생명체. 아르르와 함께 다닌다.
- 마구로 : (성우:이시카리 유우키)

링고와 소꿉친구이다. 링고가 원할때면 항상 같이 있어준다.
- 리스쿠마 선배 : (성우:오노 켄이치)

곰돌이+다람쥐의 탈을 쓰고 있다. 실험으로 항싱 사랑을 연구한다.
- 페리

프림프 마도학교의 학생. 몽상을 좋아하고 어딘가 음침하다. 렘레스를 좋아한다.
- 라피나

프림프 마도학교의 학생. 메고 있는 가방으로 격투를 자신의 힘으로 바꾼다.
- 루루

기합이 항상 넘치는 소녀. 사탄을 좋아한다.
- 렘레스

프림프 마도학교의 학생. 다정한 혜성의 마법사이다.
- 윗치

마법사. 셰죠를 가지고 항상 실험을 한다. 마법약 만들기가 특기다.
- 시그

벌레를 좋아하는 프림프 마법학교의 학생.
- 에코로

시공간의 여행자라는것 말고는 알려진게 없는 수수께끼의 존재. 성격은 자유분방하고 변덕스럽다.
- 사탄

뿌요지옥을 만든 보스로 추정. 아르르와 카방클을 진심으로 정말 좋아한다.
- 드라코켄타우로스

드래곤+사람의 혼혈.
- 스케토우다라
- 셰죠

어둠의 마법사. 멋지지만 흥분하면 엄청난 말실수를 한다.

### 테트리스의 등장인물
- 티(T미노의 모양에 기반한 인물)

테트호의 함장. 특이한 동료들의 의해 자신이 평범하다는 것을 신경쓰고 있다.
- 에스(S미노 모양에 기반한 인물) : (성우:호리에 유이)

귀여운 겉모습과 달리 독설을 잘하는 여자아이. 하지만 사랑하는 아빠 앞에서는 착한 아이라고 한다.
- 제트(Z미노 모양에 기반한 인물)

자칭 에스의 아빠인 로봇.
- 제이, 엘(J미노와 L미노 모양에 기반한 인물)

테트호의 장난꾸러기들.
- 오(O미노 모양에 기반한 인물)

티와 항상 함께 다닌다.
- 엑스 : (성우:야오 카즈키)

시공간의 수호자라는것 말고는 알려진게 없는 수수께끼의 존재. 성격은 성실하고 착하다.
- 아이(I미노 모양에 기반한 인물)

테트호의 기술자. 하지만 겁이 많아 제이와 엘한테 괴롭힘을 당한다.

## 게임 플레이
뿌요뿌요 테트리스에는 5가지의 플레이 방법이 있다.

### 스토리 모드(어드벤처)
뿌요뿌요 테트리스의 스토리 모드이다.
스토리가 진행되다가 그에 맞는 배틀을 중간에 하고 다시 뒷이야기를 보는 형식으로 인터넷 대전이 아니라 AI(인공지능)과 싸운다.

### 줄거리

#### 프롤로그
링고는 여느 때처럼 평화롭게 지내던 그때 하늘에서 아르르와 아미티가 떨어지고 그 후 하늘에서 테트리미노가 떨어져 링고와 친구들은 다른 곳으로 이동을 하게 되는데...

#### 기본 스토리
링고가 어디론가 이동한 곳은 '테트호'로 성좌공간이라는 곳에서 떠다니는 우주선이다. 그 안에서 티와 티의 일행들을 만나게 되고 거기서 링고는 아르르와 아미티를 찾아나서고 모험을 하면서 두 세계 즉 뿌요 세계와 테트리스의 세계가 섞여버린 것을 알게 되는데...

### 나 홀로 아케이드
인터넷이나 로컬로 대전을 하는게 아닌 AI(인공지능)과 싸우는 모드이다. 그래서 혼자 할 수 있기에 이름이 나 홀로 아케이드인 것이다.

### 드림 아케이드(너랑 나랑)
이것은 인터넷이 아닌 가까이 있는 사람과 조이콘 나눔 플레이를 할 수 있는 것으로 부족한 인원은 AI가 대신 채워준다.

### 인터넷과 레슨
인터넷은 인터넷을 연결해 전 세계 사람들과 대전하는 것이고 레슨은 뿌요와 테트, 뿌요테트믹스를 배우는 곳이다.

## 기능

### VS
VS는 기존의 뿌요뿌요 룰과 테트리스 룰을 가지고 싸우는 일반적인 아케이드다. 뿌요뿌요만 가지고 테트리스만 가지고 싸우게 설정되지 않아 뿌요뿌요와 테트리스의 콜라보 배틀을 즐길 수 있다. 그러나 콜라보 작품인 만큼 여러가지가 달라 승과 패가 한쪽으로 기울 수 있다는 문제점이 있다.

### 뿌요테트 믹스
VS는 뿌요뿌요는 뿌요뿌요만으로 테트리스나 뿌요뿌요와 대결할 수 있고 테트리스도 테트리스만으로 뿌요뿌요나 테트리스와 대결할 수 있다. 그러나 뿌요테트 믹스는 아예 뿌요와 테트리미노가 섞여 나오는데 뿌요가 8번 정도 나왔다가 테트리미노가 3개 나오는 형식이다. 그렇기에 뿌요와 테트리미노의 크기 차이도 많이 난다. 그리고 믹스는 연쇄의 방법이 두 가지이다. 하나는 원래의 연쇄 방법이다. 뿌요뿌요는 쌓아서 터트려 연쇄, 테트리스는 최대 4줄까지 연쇄시키는 룰이다. 두 번째는 기존 연쇄 방법을 완전히 뒤엎은 연쇄 방법이다. 뿌요뿌요는 첫 번째로 터트리고 첫 번째에 계속되는 연쇄 방식이 아닌 첫 번째에 터트리고 두 번째에 다시 터트려도 연쇄가 되는 형식으로 너무 늦게 연쇄를 시키면 연쇄로 이어지지 않는다. 테트리미노는 뿌요를 누를 수 있는데 그 때문에 놓고도 아직 내려가고 있어도 다음 미노가 나온다. 그렇기에 이 점을 잘 활용하면 테트리스 플러스 즉 4줄 이상을 만들 수 있다.

### 스왑
스왑은 뿌요뿌요와 테트리스가 번갈아가면서 진행되는 형식이다. 게임을 플레이 하는 공간이 뿌요뿌요, 테트리스로 나눠지는 데 주어진 기본 30초 동안은 첫 번째 게임 플레이 공간에서 뿌요뿌요만 또는 테트리스만 플레이하고 30초가 지나면 두 번째 게임 플레이 공간으로 이동해 뿌요뿌요 또는 테트리스를 플레이한다. 점수는 그 둘의 점수를 합쳐 나오며 이동한다 라는 점을 살려 상대에게 방해 뿌요를 보내는 방식이 달라질 수 있다.

### 파티
파티는 아이템이 내려오는 VS와 같은 형식이다. 아이템이 있는 것과 한 번 죽고 나서도 계속 부활하는 점 빼고는 VS와 룰은 똑같다. 아이템으로는 공격 강화, 방어, 펜토미너, 스피드 상승이 있다. 펜토미너 같은 경우 테트리스를 플레이 하는 사용자에게만 효과가 있으므로 아이템을 잘 사용해야 한다.

### 빅뱅
빅뱅은 이미 뿌요뿌요나 테트리스가 쌓여있는 상태에서 계속 지우고 터트려서 방해 뿌요를 모아 놨다가 나중에 동시에 한꺼번에 상대에게 보내는 형식이다.

### 무한
무한은 연습실과 같다. 무한 뿌요뿌요, 피버, 마라톤 등 뿌요뿌요나 테트리스를 연습할 수 있는 공간이다. 사실상 피버는 뿌요뿌요 테트리스에는 없지만 빅뱅에서 뿌요뿌요를 선택했을 때 쓰이기 때문에 무한은 연습실과 같다고 할 수 있다.

## 평가
| 평가 |                                   |
| --- | --------------------------------- |
| 통합 점수 통합사 점수 메타크리틱 PS4: 83/100 [ 1 ] NS: 81/100 [ 2 ] PC: 78/100 [ 3 ] 평론 점수 평론사 점수 4Players 85/100 [ 4 ] 디스트럭토이드 9.5/10 [ 5 ] 에지 8/10 [ 6 ] EGM [ 7 ] 유로게이머 Recommended [ 8 ] 패미츠 35/40 [ 9 ] 게임 인포머 7/10 [ 10 ] 게임 레볼루션 4/5 [ 11 ] 게임스팟 8/10 [ 12 ] 게임즈TM 8/10 [ 13 ] 하드코어 게이머 4.5/5 [ 14 ] IGN 8.7/10 [ 15 ] 닌텐도 라이프 [ 16 ] 닌텐도 월드 리포트 9/10 [ 17 ] OPM (UK) 7/10 [ 18 ] 플레이 8/10 [ 19 ] 푸시 스퀘어 [ 20 ] US게이머 3.5/5 [ 21 ] |                                   |
| 통합 점수 |                                   |
| 통합사 | 점수                              |
| 메타크리틱 | PS4: 83/100 NS: 81/100 PC: 78/100 |
| 평론 점수 |                                   |
| 평론사 | 점수                              |
| 4Players | 85/100                            |
| 디스트럭토이드 | 9.5/10                            |
| 에지 | 8/10                              |
| EGM | [ 7 ]                             |
| 유로게이머 | Recommended                       |
| 패미츠 | 35/40                             |
| 게임 인포머 | 7/10                              |
| 게임 레볼루션 | 4/5                               |
| 게임스팟 | 8/10                              |
| 게임즈TM | 8/10                              |
| 하드코어 게이머 | 4.5/5                             |
| IGN | 8.7/10                            |
| 닌텐도 라이프 | [ 16 ]                            |
| 닌텐도 월드 리포트 | 9/10                              |
| OPM (UK) | 7/10                              |
| 플레이 | 8/10                              |
| 푸시 스퀘어 | [ 20 ]                            |
| US게이머 | 3.5/5                             |

## 같이 보기
- 뿌요뿌요 테트리스 2
- 테트리스
- 뿌요뿌요